# Сумсько-Харківська операція
Сумсько-Харківська операція — стратегічна оборонна операція радянських військ на південному фланзі радянсько-німецького фронту в ході операції «Барбаросса» за контроль над Харківським промисловим районом.

## Розвиток подій
16 вересня 1941 після Київської катастрофи в смузі радянської оборони на південному фланзі війни утворився розрив шириною до ста кілометрів. Із залишків військ колишнього Південно-Західного фронту, резерву Ставки ВГК і сил, перекинутих із Південного фронту, був утворений новий Південно-Західний фронт, очолюваний Маршалом Радянського Союзу С. К. Тимошенко, який зробив відчайдушні спроби закрити пролом, що утворився. Війська німецької групи армій «Південь» до 20 вересня 1941 вийшли на рубіж Ворожба — Гадяч — Полтава — Красноград, проте, у зв'язку з початком наступу на московському напрямку, просування німецьких військ на цій ділянці сповільнилося.
Для наступу на сумсько-харківському напрямі діяла 6-та армія генерал-фельдмаршала Вальтера фон Райхенау, основні формування якої були на підході після ліквідації котлів оточення під Києвом. Наносячи фронтальні удари, німецькі війська прагнули опанувати Харковом, третім за розмірами індустріальним центром СРСР. Крім того, своїм наступом ця армія повинна була забезпечити фланги наступаючих в різних напрямках груп армій «Центр» і «Південь».
Командування Південно-Західного фронту планувало свої дії виходячи з директиви Ставки Верховного головнокомандування № 002374 про перехід військ фронту до оборони з метою запобігання захоплення супротивником Харківського промислового району та Донбасу. Відповідно до цього двома арміями (21-ша і 38-ма) прикривалося харківський напрямок, при цьому 38-й армії, найбільшої за чисельністю з військ фронту, також ставилося завдання безпосередньої оборони Харкова, а 40-ю армією — сумський напрямок.
З опануванням Харкова і Бєлгорода і виходом до Дінця 6-та армія і основні сили 17-ї армії групи армій «Південь», виконавши завдання осінньої кампанії 1941 року, припинили активні наступальні дії і перейшли до оборони.